# Starý most (Bratislava)
Starý most (původně: Most Františka Jozefa, po první světové válce Štefánikov most, po druhé světové válce bez názvu, po dokončení Mostu SNP začátkem sedmdesátých let 20. století byl pojmenován Most Červenej armády, po roce 1990 Starý most, po demontáži původní konstrukce a nahrazení novou konstrukcí od r. 2016 Nový most) a byl nejstarší dochovaný most vedoucí přes řeku Dunaj v Bratislavě. 
Most byl tvořen železnými díly, stojícími na kamenných pilířích. Jeho délka činí 460 m; vedla přes něj jak lávka pro pěší, dráha tramvají i dvouproudová vozovka pro mimořádné případy. V budoucnosti se uvažuje most využít pro rychlodráhu, která spojí centrum metropole s Petržalkou.[zdroj?]

## Dějiny
Kromě dočasného mostu, který existoval v 15. století, se trvalé přemostění Dunaje nacházelo v místech dnešního Starého mostu už v první polovině 19. století. Roku 1825 tu byl postavený pontonový most. Ten vycházel z místa, kde je dnes Štúrovo náměstí. Předtím zde stály různé dřevěné mosty, ty však ničily plující ledy.
Ocelový most tu vznikl až roku 1891; otevřel jej slavnostně císař František Josef I. a nahradil tak starý a nevyhovující most pontonový. Původně se jednalo o most určený ryze pro železniční dopravu, součást železniční trati vedoucí z Bratislavy do Szombathely. Po vyhlášení Československé republiky byl přejmenován na Štefánikov most.
Poničila jej až druhá světová válka – ustupující německá armáda jej vyhodila do povětří v roce 1945. Konkrétně se zcela zřítila ocelová část stavby do řeky a zůstaly jen pilíře.

### Most Červené armády (1946 – 2013)

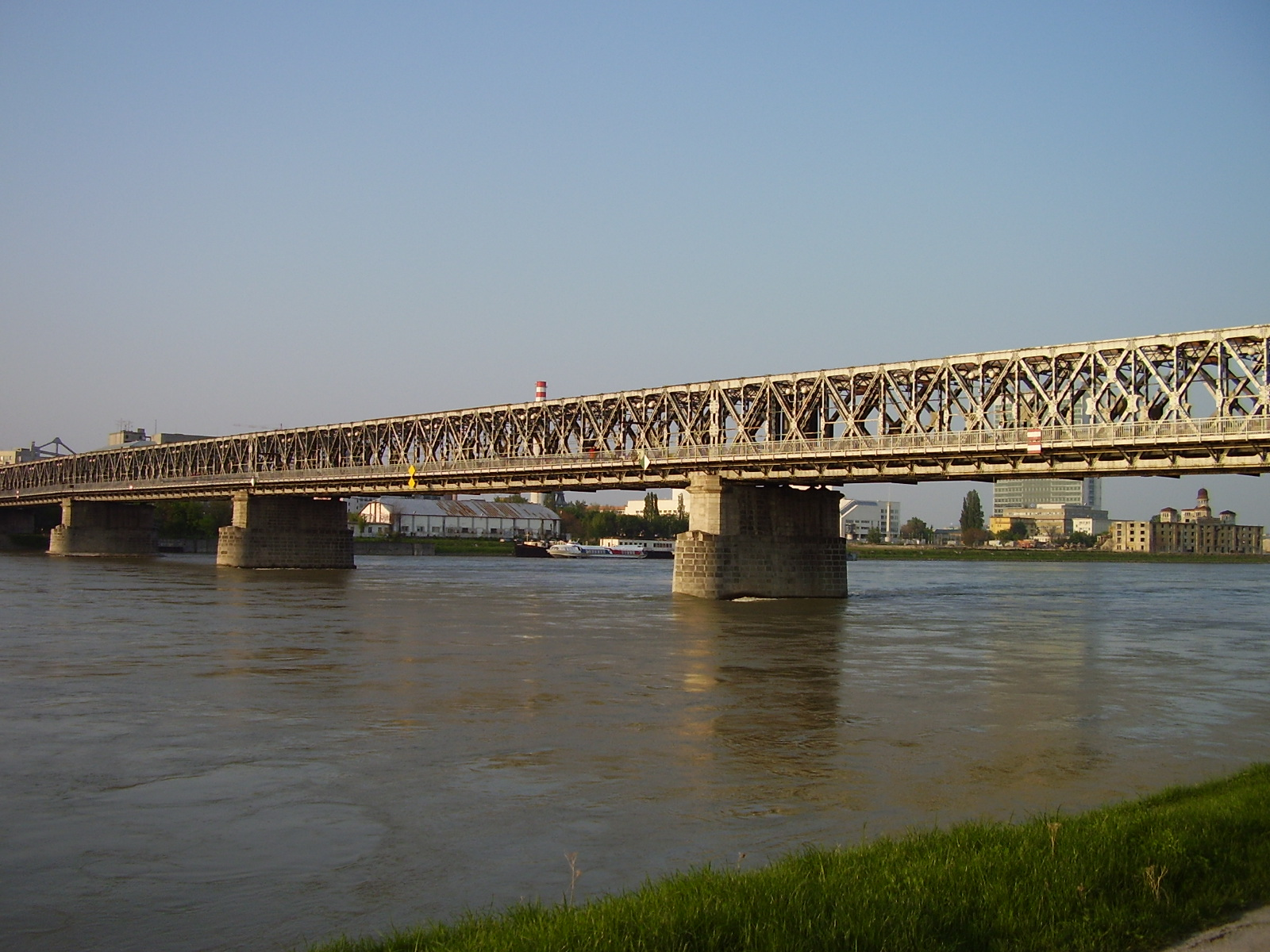
Most v roce 2006, před přestavbou

Po osvobození Bratislavy vojsky Rudé armády postavili most znovu ženisté 6. ženijního pluku z Pardubic (velitel plk. Ing. Josef Klicpera /1889-1972/), dislokovaný v Bratislavě, za pomoci vojáků Rudé Armády a německých zajatců (na mostě pracovalo tři sta československých odborníků, šest set ruských vojáků a čtyři sta padesát německých zajatců). Materiál přivezli z armádních skladů v Korneuburgu u Vídně. Přestože byl navržen pouze jako dočasný most na 15 let, zůstal na svém místě vzhledem k nedostatku financí na vybudování mostu nového, až do roku 1972 jako jediný most spojující střed Bratislavy se sídlištěm Petržalka. 

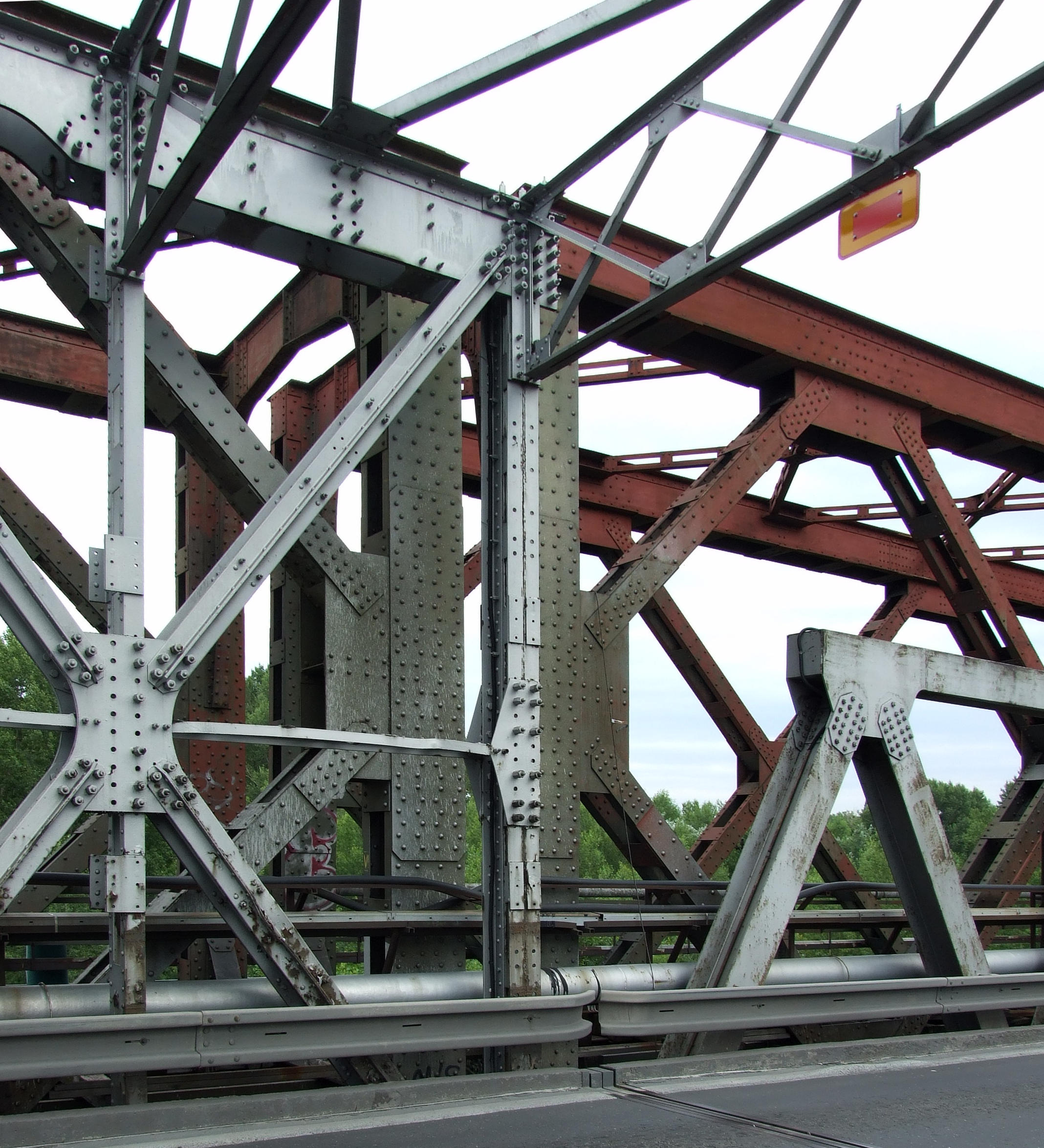
Detail u petržalské strany mostu, před rekonstrukcí

Byla na něm 1435 mm kolej dráhy Bratislava – Kitsee (s pokračováním do Vídně) – patřící zrušené železniční trati vedoucí přes centrum Bratislavy do Szombathely. Do roku 2010 na něm vedla i dvouproudá silniční komunikace. Ta byla nejdříve ve večerních hodinách 31. prosince 2008 uzavřená pro všechny druhy dopravy mimo MHD a od 14. května 2010 i pro MHD. Následně byla kvůli havarijnímu stavu příhradového mostu betonová mostovka demontována a tím začala i postupná demontáž mostu. Od 2. listopadu 2013 byl most uzavřen.

### Přestavba (2013 – 2016)
Na jeho místě je vybudovaný Nový most, který využil některých z pilířů Starého mostu. Nový most umožnil spojení tramvajovou rychlodráhou s Petržalkou a rozšířil plavební prostor. Konstrukce pochází z Vítkovických železáren. Od začátku roku 2016 je využíván převážně pro tramvaje, pěší a kola. Vjezd mají dále povoleny v mimořádných případech vozidla záchranné služby, hasičů a Policie. Mostovka byla postupně vyráběna na straně sídliště Petržalka, odkud se postupně po pilířích nasouvala na druhou stranu - na nábřeží Milana Rastislava Štefánika. Pro pěší je na mostě dostatek odpočinkových míst na lavičkách, s výhledem na Dunaj a město. Jsou tam i velké květináče se vzrostlými stromečky a keři. Večerní posezení doplňuje i příjemné osvětlení.

## Zajímavost
- Roku 1981 se po skoku z mostu utopil český rockový zpěvák Jiří Schelinger.
- Na obou stranách mostu zůstaly zachovány mýtné domy. V petržalském v současnosti sídlí restaurace, ve staroměstském muzeum celnictví.